# كاترينا بيرغر
كاترينا بيرغر (بالإنجليزية: Katrina Berger)‏ هي دراجة أمريكية، ولدت في 9 أبريل 1974 في الولايات المتحدة.

## وصلات خارجية
- كاترينا بيرغر على موقع أرشيف الدراجات (الإنجليزية)